# Alfred Schmid (Mediziner)
Alfred Schmid (* 13. November 1884 in Bern; † 15. Januar 1946 ebenda), heimatberechtigt in Wimmis, war ein schweizerischer Arzt.
Alfred Schmid kam als Sohn des Adolf Schmid und der Elisabeth Salvisberg zur Welt und wuchs in Mühleberg auf. Er besuchte das Freie Gymnasium Bern und studierte an den Universitäten Bern, wo er Mitglied des Schweizerischen Zofingervereins wurde, dann in München, Jena und Marburg. Das Staatsexamen legte er 1910 ab, seine Zeit als Assistenzarzt absolvierte er am Inselspital in Bern. 1914 eröffnete er in Bern eine Praxis als Chirurg und Urologe, 1918 heiratete er Anna Selina Faisst. Ab 1920 widmete er sich mehr und mehr der Elektro- und Strahlentherapie, und ab 1938 wirkte er als Privatdozent an der Universität Bern. Schmid sammelte bibliophile medizinische Bücher. Seine Bibliothek wurde 1983 in Deutschland versteigert.

## Schriften
- Bibliographisches zur Frühgeschichte der Elektrizität und ihrer medizinischen Anwendung. Bern 1931.
- Biologische Wirkungen der Luft-Elektrizität mit Berücksichtigung der künstlichen Ionisierung. Beobachtungen, Versuche und Hypothesen von der Mitte des 18. Jahrhunderts bis zur Gegenwart. Bern/Leipzig 1936.
- Über den kombinierten Hochspannungsstrom und seine therapeutische Anwendung. Bern 1937.
- Ueber alte Kräuterbücher. Bern 1939.